# Château d'Espierres
vignette

Le château d'Espierres est l'un des beaux châteaux de Belgique. Situé à la limite du Hainaut et de la Flandre-Occidentale, il appartient à la même famille depuis son édification. Il a été acquis en 2002 par un propriétaire éclairé. De style Louis XV, il a été érigé en 1750 dans la tradition classique française et a été classé en 1971. Stabilité, cohésion, équilibre, tels pourraient être les qualificatifs donnés à cette seigneurie pure XVIIIe siècle.

## Aujourd'hui
Espierres a changé de mains mais n’a pas perdu son pouvoir d'attraction. C’est un des plus beaux châteaux de Belgique pour son élégance et son équilibre. Il est malheureusement fermé au public.